# 王调
王调（？—30年），两汉之交时期乐浪郡豪族。
更始帝失败的时候（25年），王調殺死乐浪太守劉憲，自称大将軍、乐浪太守，割据乐浪郡。东汉建武六年（30年），汉光武帝派遣王遵率军攻打王調。王遵到达遼東郡后，郡三老王閎和郡決曹史楊邑一起杀死王調，归附王遵。王遵担任乐浪太守。以这次反乱为契机，东汉任命乐浪郡的地方豪族为县侯，在部分县实行自治。